# Де Лука, Фернандо
Фернандо Де Лука (итал. Fernando De Luca; род. 1961, Рим) — итальянский клавесинист, органист и композитор.

## Биография
Фернандо Де Лука начал свое музыкальное обучение в очень молодом возрасте, посвятив себя сначала игре на органе, а затем игре на фортепиано, получив диплом в 1987 году под руководством Велиа Де Вита. Он также изучал контрапункт и бассо континуо у Монсиньора Доменико Бартолуччи, капельмейстер Сикстинской капеллы.
В 1992 году получает диплом по игре на клавесине в консерватории Санта-Чечилия в Риме под руководством Паолы Бернарди с высшими оценками и отличием. В том же году по рекомендации директора он получает приз Марчелло Интенденте от ARAM как лучший диплом учебного года.
Его интересует проблема филологической интерпретации клавесинного репертуара 17-18 веков, особое внимание уделяя изучению и практике исторических строев.
В 1994 году он выиграл первую премию на конкурсе клавесинов Гамби в Консерватория Пезаро имени Джоакино Россини.
С 1994 по 2003 год как солист, так и в составе камерных ансамблей его приглашали многочисленные итальянские и зарубежные концертные учреждения, такие как GonfаӀоne (Рим), L’Orchestra Regionale del Lazio, L’Estate Fiesolana, La Sagra musicale umbra, Segni barocchi, Santa Cecilia, Festival Barocco del Salento,
Festival di Tagliacozzo, Французская академия в вилле Медичи.
С 1999 года он является клавесинистом CIMA (Итальянский центр старинной музыки), с которым он исполняет, в частности, «The Fairy Queen» Пёрселла, «Messiah» Генделя, «Магнификат» Баха, различные кантаты Телемана, «Funeral Anthem», «Hercules» и «Judas Maccabaeus» Генделя под руководством маэстро Серджио Симиновича.
В 2001 году он входит в состав Национального комитета под председательством профессора Марио Валенте по празднованию третьего столетия со дня рождения Пьетро Метастазио. Как преподаватель клавесина он сотрудничает в исполнении двух ораторий на текст Метастазио: «Passione di Gesù Cristo» А.Сальери и «Giuseppe Riconosciuto» П.Анфосси, исполненных в Риме в церкви Стигматов (запись Raisat и Radio Tre), а также в Вене в Миноритенкирхе и Михаэлеркирхе.
Он также был бассо континуо группы Accademia Barocca di Santa Cecilia в течение 10 лет.
Выступает с сольными и ансамблевыми концертами в Канаде (2009 г.), Германии и Великобритании (2021 г.), Черногории (2013 г.) и Латвии (2014 г.).
С 2004 по 2021 года он занимает кафедру клавесина в Консерватории Пьерлуиджи да Палестрина в Кальяри.
С 2021 года он занимает ту же кафедру в Консерватории Антонио Вивальди в Алессандрии.
Он автор многочисленных сонат для клавесина и флейты, гобоя, скрипки, виолы да гамба, лютни, а также произведений вокальной и камерной музыки.
В 1991 году он первым исполняет для клавесина оперу «Омния» Ж.Н.П.Руайе и основляет в 2006 году «Sala del Cembalo del Caro Sassone», изначально предназначенный для онлайн-публикации полного собрания сочинений для клавесина Г.Ф.Генделя, и также редких французских, немецких, английских и итальянских репертуаров, таких как полное собрание сочинений Ричарда Джонса,Томаса Чилкота, Томаса Августина Арна, Жан-Батиста Лёйе, Пьера Феврие, Франсуа Даженкура, Джона Шилса и многих других. Теперь это крупнейший источник записей, сделанных профессиональными клавесинистами в мире. Рядом с сайтом формируется веб-радио «la Sala del Cembalo» с целью трансляции этих записей и трансляции тем, присущих этому музыкальному периоду (подкаст).
Он опубликовал 12 сюит Дж. Маттезона для клавесина только для Болонской ассоциации клавесинов.
На его счету различные компакт-диски, записанные у Urania Records (Николя Сире, Г.Ф.Гендель), у Brilliant Classics (полное собрание сочинений для клавишных инструментов Кристофа Граупнера, полное собрание музыки для клавесина Кристофа Муаро, полное собрание музыки для клавесина К. А. Джоллажа). У Da Vinci Classics, в настоящее время издается полное собрание сочинений для клавесина Георга Фридриха Генделя.

## Дискография
- Beauvarlet-Charpentier: 1er livre de Pièces de Clavecin (Brilliant Classics 2024)
- George Friederic Handel: Complete Harpsichord Music Vol.2 (Da Vinci Classics 2024)
- George Friederic Handel: Complete Harpsichord Music Vol.1 (Da Vinci Classics 2024)
- Pierre-Claude Foucquet: Pièces de clavecin[2](Brilliant Classics 2024)
- Pierre Thomas Dufour: Pièces de Clavecin[3][4] (Brilliant Classics 2023)
- Charles-Alexandre Jollage: Premier livre de Pièces de Clavecin[5](Brilliant Classics 2023)
- Cristophe Moyreau: Complete Harpsichord Music[6][7](Brilliant Classics 2022)
- Christoph Graupner: Complete Harpsichord Music[8][9] (Brilliant Classics 2021)
- George Friederic Handel: Complete Preludes & Toccatas from the Bergamo Manuscript[10](Urania Records 2018) with
- newly discovered music probably composed by George Frideric Handel and William Babell.
- Nicolas Siret: The Complete Harpsichord works[11][12] (Urania Records 2017)